# James McGirt
James McGirt est un boxeur américain né le 17 janvier 1964 à Brentwood, État de New York.

## Carrière
Passé professionnel en 1982, il remporte le titre vacant de champion du monde des poids super-légers IBF le 14 février 1988 en battant au 12e round Frankie Warren. McGirt conserve ce titre face à Howard Davis Jr. puis le perd contre Meldrick Taylor le 3 septembre 1988.
Il continue ensuite sa carrière dans la catégorie de poids supérieure et devient champion du monde des poids welters WBC aux dépens de Simon Brown le 29 novembre 1991. Après deux défenses victorieuses, il s'incline le 6 mars 1993 face à Pernell Whitaker. McGirt met un terme à sa carrière en 1997 sur un bilan de 73 victoires, 6 défaites et 1 match nul.

## Distinction
- James McGirt est membre de l'International Boxing Hall of Fame depuis 2019.